# Zhuang (taal)
| Zhuang (Sawcuengh)       | Zhuang (Sawcuengh)                                                                    |
| ------------------------ | ------------------------------------------------------------------------------------- |
| Gesproken in             | China                                                                                 |
| Totaal aantal sprekers:  | 14 miljoen                                                                            |
| Genetische classificatie | - Tai-Kadai - Kam-Tai - Be-Tai - Tai-Sek - Tai - Noordelijk Zhuang - Zuidelijk Zhuang |
| Officiële status         |                                                                                       |
| Officiële taal van       | China                                                                                 |
| Taalcodes                |                                                                                       |
| ISO 639-1:               | za                                                                                    |
| ISO 639-2:               | zha                                                                                   |
| SIL:                     | ZHA (algemeen) CCX (Noordelijk) CCY (Zuidelijk)                                       |

Zhuang is een Tai-taal met 18 miljoen sprekers waarvan de sprekers (bijna) allemaal in de Zhuang Autonome Regio Guangxi wonen. Zhuang, dat tot de Tai-talen behoort, is in deze regio een officiële taal. Zhuang is een van de vier grote Chinese minderheidstalen. Daarom staat Zhuang onder andere vermeld op Chinese bankbiljetten.
De standaardtaal is gebaseerd op dat van Wuming (Chinees: 武鸣县). Zhuang is vroeger sterk door vormen van het Kantonees beïnvloed. Aan de andere kant is Kantonees weer beïnvloed door Zhuang. Tegenwoordig is in een deel van de Kantonese dialecten nog wat woordenschat van Zhuang te vinden.
Zhuang is een toontaal Het heeft zes tonen in open lettergrepen:
| Tone | 1957             | 1986             |
| ---- | ---------------- | ---------------- |
| 1    | Niet weergegeven | Niet weergegeven |
| 2    | Ƨ ƨ              | Z z              |
| 3    | З з              | J j              |
| 4    | Ч ч              | X x              |
| 5    | Ƽ ƽ              | Q q              |
| 6    | Ƅ ƅ              | H h              |

In gesloten lettergrepen zijn dit er twee, een hoge en een lage.
Buyi, dat gezien wordt als een aparte taal in China is eigenlijk een iets andere standaardvorm van Zhuang, en wordt gebruikt op de grens met Guizhou. Er bestaat een dialectcontinuüm tussen Zhuang en Buyi.

## Schrift

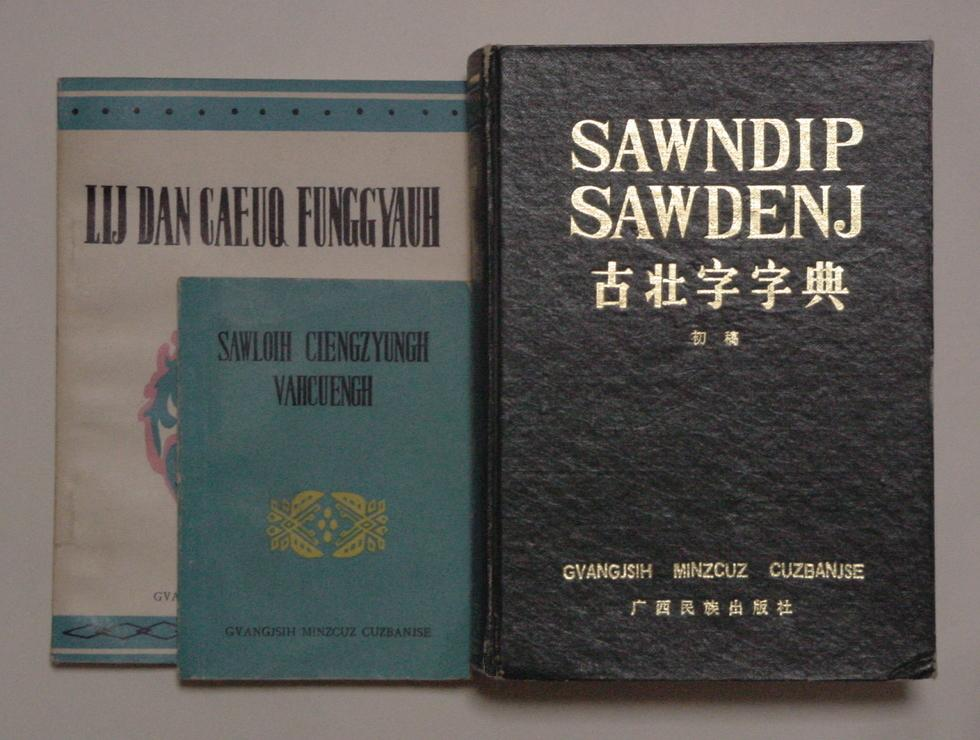
Boeken die de taal 'Zuang' beschrijven

Zhuang is vroeger met Chinese karakters geschreven. Dit systeem leek erg op het Vietnamese Chữ nôm. In 1957, in de Volksrepubliek China is er een gemengd Latijns-Cyrillisch schrift alfabet ontwikkeld (zie hieronder). Een spellingshervorming werd in 1986 geïntroduceerd om Cyrillische letters te vervangen door Latijnse, om dit praktischer te maken voor computers e.d.
Dit zijn de klanken van Zhuang:
| 1957  | 1986  | 1957  | 1986  | 1957  | 1986  | 1957  | 1986    | 1957 | 1986 |
| ----- | ----- | ----- | ----- | ----- | ----- | ----- | ------- | ---- | ---- |
| B b   | B b   | Ƃ ƃ   | Mb mb | M m   | M m   | F f   | F f     | V    | V    |
| D d   | D d   | Ƌ ƌ   | Nd nd | N n   | N n   | S s   | S s     | L l  | L l  |
| G g   | G g   | Gv gv | Gv gv | Ŋ ŋ   | Ng ng | H h   | H h     | R r  | R r  |
| C c   | C c   | Y y   | Y y   | Nv ny | Ny ny | Ŋv ŋv | Ngv ngv |      |      |
| By by | By by | Gy gy | Gy gy | My my | My my |       |         |      |      |

| 1957 | 1986 | 1957 | 1986 | 1957 | 1986  |
| ---- | ---- | ---- | ---- | ---- | ----- |
| A a  | A a  | E e  | E e  | Ə ə  | AE ae |
| I i  | I i  | O o  | O o  | Ɯ ɯ  | W w   |